# 比利亚科内霍斯德特拉瓦克
比利亚科内霍斯德特拉瓦克，是西班牙卡斯蒂利亚-拉曼恰昆卡省的一个市镇。总面积32平方公里，总人口493人（2001年），人口密度15人/平方公里。